# Dichrogaster crassicornis
Dichrogaster crassicornis là một loài tò vò trong họ Ichneumonidae.